# Ken Ireland
Pour les articles homonymes, voir Ireland.
 (septembre 2019).
Ken Ireland (né le 2 janvier 1952 à Rosetown dans la province du Saskatchewan au Canada) est un joueur de hockey sur glace. Il évolue au poste de centre. Il est le frère de Randy Ireland un gardien de but de hockey sur glace.

## Carrière
Il débute au sein des Bruins d'Estevan lors de la saison 1969-1970, dans la Western Canada Hockey League. Il dispute trois saisons avec eux, la troisième, l'équipe étant renommée Bruins de New Westminster, à la suite du déménagement de la franchise.
Le 13 février 1972, il est choisi en troisième ronde par les Broncos de Calgary lors du Repêchage général de l'Association mondiale de hockey (AMH). Quelques mois plus tard, le 8 juin 1972, il est sélectionné par les Rangers de New-York en 95e position lors du Repêchage amateur de la Ligue nationale de hockey. Malgré cela, il n’évolue jamais dans ses deux ligues.
La saison suivante, il commence sa carrière professionnelle au sein des Knights d'Omaha dans la Ligue centrale de hockey (LCH). Ces derniers remportent la Coupe Adams, mais malheureusement pour lui, il ne fait plus partie de l’effectif à ce moment-là. En effet, son début de saison lui mérite un rappel dans une ligue supérieur, la Ligue américaine de hockey (LAH) au sein des Reds de Providence.
En 1973-1974, il évolue à nouveau dans la LCH pour l’équipe des Six-Guns d'Albuquerque, il finira meilleur pointeur de l’équipe avec  52 points en 65 parties.
La saison suivante, il joue pour l’équipe des Cougars de Long Island, le club ferme des Cougars de Chicago, dans le championnat de North American Hockey League (NAHL).
En 1975-1976, il rejoint l’équipe senior amateur des Dynamiters de Kimberley, dans la Ligue international de hockey de l’ouest. Vers le milieu de la saison, il tente une dernière fois d’évoluer dans le hockey professionnel, au sein des Rebels de Roanoke Valley, équipe évoluant en Southern Hockey League.
L’essai ne se montrant pas concluant, il tire un trait sur sa carrière professionnelle, mais continue de jouer pour les Dynamiters de Kimberley durant deux saisons. Au terme de la saison 1977-1978, il prend sa retraite sportive sur une note positive : l’équipe remporte deux trophées cette année-là, la Coupe Savage remise au champion de Colombie-Britannique et la Coupe Allan remise au champion du Canada.

## Statistiques
| Saison    | Équipe                    | Ligue |    | Saison régulière | Saison régulière | Saison régulière | Saison régulière | Saison régulière |   | Séries éliminatoires | Séries éliminatoires | Séries éliminatoires | Séries éliminatoires | Séries éliminatoires |
| Saison    | Équipe                    | Ligue | PJ | B                | A                | Pts              | Pun              | PJ               | B | A                    | Pts                  | Pun                  |                      |                      |
| 1969-1970 | Bruins d'Estevan          | WCHL  | 60 | 7                | 15               | 22               | 21               |                  |   |                      |                      |                      |                      |                      |
| 1970-1971 | Bruins d'Estevan          | WCHL  | 66 | 17               | 42               | 59               | 62               |                  |   |                      |                      |                      |                      |                      |
| 1971-1972 | Bruins de New Westminster | LHOu  | 68 | 27               | 44               | 71               | 111              |                  |   |                      |                      |                      |                      |                      |
| 1972-1973 | Knights d'Omaha           | LCH   | 45 | 10               | 20               | 30               | 22               |                  |   |                      |                      |                      |                      |                      |
| 1972-1973 | Reds de Providence        | LAH   | 22 | 2                | 5                | 7                | 4                | 3                | 0 | 2                    | 2                    | 0                    |                      |                      |
| 1973-1974 | Six-Guns d'Albuquerque    | LCH   | 65 | 19               | 33               | 52               | 56               |                  |   |                      |                      |                      |                      |                      |
| 1974-1975 | Cougars de Long Island    | NAHL  | 37 | 21               | 26               | 47               | 12               | 11               | 2 | 11                   | 13                   | 12                   |                      |                      |
| 1975-1976 | Dynamiters de Kimberley   | LIHOu | 18 | 8                | 21               | 29               | 15               |                  |   |                      |                      |                      |                      |                      |
| 1975-1976 | Rebels de Roanoke Valley  | SHL   | 37 | 7                | 24               | 31               | 34               | 6                | 1 | 2                    | 3                    | 2                    |                      |                      |
| 1976-1977 | Dynamiters de Kimberley   | LIHOu |    | 13               | 63               | 76               | 80               |                  |   |                      |                      |                      |                      |                      |
| 1977-1978 | Dynamiters de Kimberley   | LIHOu |    | 24               | 71               | 95               | 0                |                  |   |                      |                      |                      |                      |                      |